# Hemisus barotseensis
Hemisus barotseensis är en groddjursart som beskrevs av Alan Channing och Donald G. Broadley 2002. Hemisus barotseensis ingår i släktet Hemisus och familjen Hemisotidae. IUCN kategoriserar arten globalt som otillräckligt studerad. Inga underarter finns listade i Catalogue of Life.